# Винкларн (Горњи Палатинат)
Винкларн (њем. Winklarn) град је у њемачкој савезној држави Баварска. Једно је од 33 општинска средишта округа Швандорф. Према процјени из 2010. у граду је живјело 1.447 становника. Посједује регионалну шифру (AGS) 9376178.

## Географски и демографски подаци
Винкларн се налази у савезној држави Баварска у округу Швандорф. Град се налази на надморској висини од 516 метара. Површина општине износи 33,7 km². У самом граду је, према процјени из 2010. године, живјело 1.447 становника. Просјечна густина становништва износи 43 становника/km².

## Међународна сарадња
| Мјесто | Држава   | Врста сарадње | Од    |
| ------ | -------- | ------------- | ----- |
| Апе    | Мађарска | партнерство   | 1993. |
| Извор  |          |               |       |